# Willanzheim
Willanzheim – gmina targowa w Niemczech, w kraju związkowym Bawaria, w rejencji Dolna Frankonia, w regionie Würzburg, w powiecie Kitzingen, wchodzi w skład wspólnoty administracyjnej Iphofen. Leży około 8 km na południowy wschód od Kitzingen.